# Estación de la cosecha
| N37 | N35A | N5 |

| N37 | N35A | N5 |

La Temporada de la cosecha, Estación de la cosecha o de Agua Baja fue la tercera y última temporada de los calendarios egipcios lunar y civil. Cayó después de la Estación de la Emergencia (Prt) y antes del mes intercalado espiritualmente peligroso (Ḥryw Rnpt), después de lo cual las festividades de Año Nuevo comenzaron la Estación de la Inundación (Ꜣḫt). 

## Nombres
La Estación de la Cosecha era conocida por los propios egipcios como de «Baja Agua» (en egipcio antiguo:Šmw), transcrito de diversas formas como Shemu o Shomu, en referencia al estado del Nilo antes del comienzo de su inundación anual.
También se le conoce como verano o Estación Seca.

## Calendario lunar
En el calendario lunar, se añadió el mes intercalado, según fuera necesario para mantener la salida helíaca de Sirio en el cuarto mes de esta estación. Esto significaba que la estación de la Cosecha solía durar de mayo a septiembre. Debido a que el momento preciso de la inundación varió, los meses de «agua baja» ya no reflejaban con precisión el estado del río, pero la temporada solía ser el momento de la recolección de la cosecha de granos de Egipto.

## Calendario civil
En el calendario civil, la falta de años bisiestos en los períodos ptolemaico y romano significaba que la estación perdía aproximadamente un día cada cuatro años y no era estable en relación con el año solar o el calendario gregoriano.

## Meses
La Estación de la Cosecha se dividía en cuatro meses. En el calendario lunar, cada uno comenzaba en un amanecer, cuando la luna creciente menguante ya no era visible. En el calendario civil, cada uno constaba de exactamente 30 días divididos en tres semanas de 10 días conocidas como decanatos.
En el antiguo Egipto, estos meses generalmente se registraban por su número dentro de la estación: I, II, III y IV Šmw. También eran conocidos por los nombres de sus principales festivales, que se utilizaron cada vez más después de la ocupación persa. Estos luego se convirtieron en la base para los nombres de los meses del calendario copto.
| Calendario egipcio     | Calendario egipcio                                | Copto   |
| Transliteración        | Significado                                       | Copto   |
| ---------------------- | ------------------------------------------------- | ------- |
| I Šmw Hnsw             | Primer mes de estiaje                             | Pashons |
| II Šmw Hnt-Hty         | Segundo mes de estiaje                            | Paoni   |
| III Šmw Ipt-Hmt        | Tercer mes de estiaje                             | Epip    |
| IV Šmw Wp Rnpt Mswt Rꜥ | Cuarto mes de estiaje Año nuevo Nacimiento del ol | Mesori  |